# LG 옵티머스 L5
LG 옵티머스 L5(LG Optimus L5)는 LG전자에서 출시한 보급형 안드로이드 스마트폰이다.
LG 옵티머스 시리즈의 G/뷰/L/F 라인 중 L라인으로 보급형 3G 모델이다.

## 같이 보기
- LG 옵티머스 L3
- LG 옵티머스 L7
- LG 옵티머스 L9